# Tsomoriri
Der Tsomoriri (auch Tso Moriri) ist ein See im indischen Unionsterritorium Ladakh.
Der See liegt im Osten von Ladakh auf einer Höhe von 4522 m mit einer Fläche von ca. 145,3 km². Er wird im Osten und Westen von über 6000 m hohen Gebirgskämmen flankiert. Der Tsomoriri hat zwei Hauptzuflüsse, die im Norden und im Südwesten in den See münden. Ursprünglich floss das Wasser des Tsomoriri nach Süden zum Parechu, einem linken Nebenfluss des Spiti im Einzugsgebiet des Satluj. Heute bildet der Tsomoriri einen abflusslosen See. Aufgrund des fehlenden Abflusses ist der See leicht salzhaltig. Der See ist oligotroph, das heißt, er besitzt einen geringen Nährstoffgehalt.
Am westlichen Seeufer befindet sich die Siedlung Korzok. Diese ist über eine Straße von der im oberen Industal gelegenen Ortschaft Mahe erreichbar.
Seit dem 19. August 2002 besitzt das Gewässer und sein Uferbereich den Schutzstatus eines Ramsar-Gebietes.
Der See ist von Kaza über den Parang-La-Pass zu erreichen.

## Fauna und Flora
Eine im Juli 1996 durchgeführte Vogelbeobachtung des Sees und des angrenzenden Feuchtgebiets Nuro Sumdo ergab folgende Fakten:

### Avifauna
- Zu den 34 Vogelarten gehörten 14 Arten von Wasservögeln, von denen die folgenden gefährdete Arten sind
  - Schwarzhalskraniche (Grus nigricollis) stark gefährdet.
  - Streifengänse (Anser indicus) – einziger Brutplatz in Indien
  - Braunkopfmöwen (Larus brunnicephalus)
  - Haubentaucher (Podiceps cristatus)
  - Eisenhaltige Tafelente
  - Schwarzhalstaucher (Podiceps nigricollis)